# Peter Sellers
Ne doit pas être confondu avec le metteur en scène américain Peter Sellars
Pour les articles homonymes, voir Sellers.
Richard Henry Sellers, dit Peter Sellers, né le 8 septembre 1925 dans le quartier de Southsea à Portsmouth et mort le 24 juillet 1980 à Londres, est un acteur britannique. Il s'est fait connaître pour la première fois en jouant dans la série radiophonique comique The Goon Show de la BBC. Il est l'auteur d'un certain nombre de chansons humoristiques à succès et s'est fait connaître à l'international grâce à ses nombreux rôles au cinéma, en particulier l'inspecteur Clouseau dans la populaire série de films La Panthère rose.
Originaire de Southsea, il fait ses débuts sur scène au Kings Theatre de sa ville (en) à l'âge de deux semaines. Il commence à accompagner ses parents dans un numéro de variétés qui fait une tournée dans les théâtres de province. Il travaille d'abord comme batteur et effectue des tournées à travers l'Angleterre en tant que membre de l'Entertainments National Service Association (en) (ENSA). Il développe ses capacités d'imitation et d'improvisation lors d'un passage dans la troupe de théâtre Gang Show (en) de Ralph Reader (en) en temps de guerre, qui effectue une tournée en Grande-Bretagne et en Extrême-Orient. Après la guerre, il fait ses débuts à la radio dans ShowTime et devient finalement un artiste régulier de diverses émissions de la BBC Radio. Au début des années 1950, Sellers, avec Spike Milligan, Harry Secombe et Michael Bentine (en), participe à la série radiophonique à succès The Goon Show, qui se termine en 1960.
Sellers commence sa carrière cinématographique dans les années 1950. Bien que la majeure partie de son travail soit comique, parodiant souvent des personnages d'autorité tels que des officiers militaires ou des policiers, il joue également dans d'autres genres et rôles cinématographiques. Les films démontrant sa gamme artistique incluent Après moi le déluge (1959), Lolita (1962) et Docteur Folamour (1964) de Stanley Kubrick, Quoi de neuf, Pussycat ? (1965), Casino Royale (1967), La Party (1968), Bienvenue, mister Chance (1979) et cinq films de la série des Panthère rose (1963-1978). La polyvalence de Sellers lui permet d'incarner un large éventail de personnages comiques en utilisant différents accents et maquillages, et il assume parfois plusieurs rôles dans le même film, souvent avec des tempéraments et des styles contrastés. La satire et l'humour noir sont des caractéristiques majeures de nombre de ses films comme de ses performances à la radio et en chanson, et elles auront une forte influence sur un certain nombre de comédiens ultérieurs.
Il est nommé trois fois aux Oscars, deux fois à l'Oscar du meilleur acteur, pour ses rôles dans Docteur Folamour et Bienvenue, mister Chance, et une fois à l'Oscar du meilleur court métrage pour The Running Jumping and Standing Still Film (1959). Il remporte deux fois le BAFTA du meilleur acteur, pour Après moi le déluge et le premier volet de la série des Panthère rose (1963), et est nommé trois fois comme meilleur acteur. En 1980, il remporte le Golden Globe du meilleur acteur dans un film musical ou une comédie pour son rôle dans Bienvenue, mister Chance, après avoir été nommé trois fois dans la même catégorie. La chaîne Turner Classic Movies qualifie Sellers de l'« un des acteurs comiques les plus accomplis de la fin du 20e siècle ».
Dans sa vie personnelle, Sellers lutte contre la dépression et l'insécurité émotionnelle. Personnage énigmatique, il affirme souvent n’avoir aucune identité en dehors des rôles qu'il joue. Son comportement est souvent irrégulier et compulsif, et il se heurte fréquemment à ses collègues réalisateurs et acteurs, en particulier au milieu des années 1970, lorsque sa santé physique et mentale est au plus mal, situation aggravée par des problèmes d'alcool et de drogue. Il se marie quatre fois et a trois enfants issus de ses deux premiers mariages. Il meurt d'une crise cardiaque en 1980 à l'âge de 54 ans. Les frères Boulting (en), cinéastes anglais, l'ont décrit comme le « plus grand génie comique que ce pays ait produit depuis Charles Chaplin ».

## Biographie

### Enfance

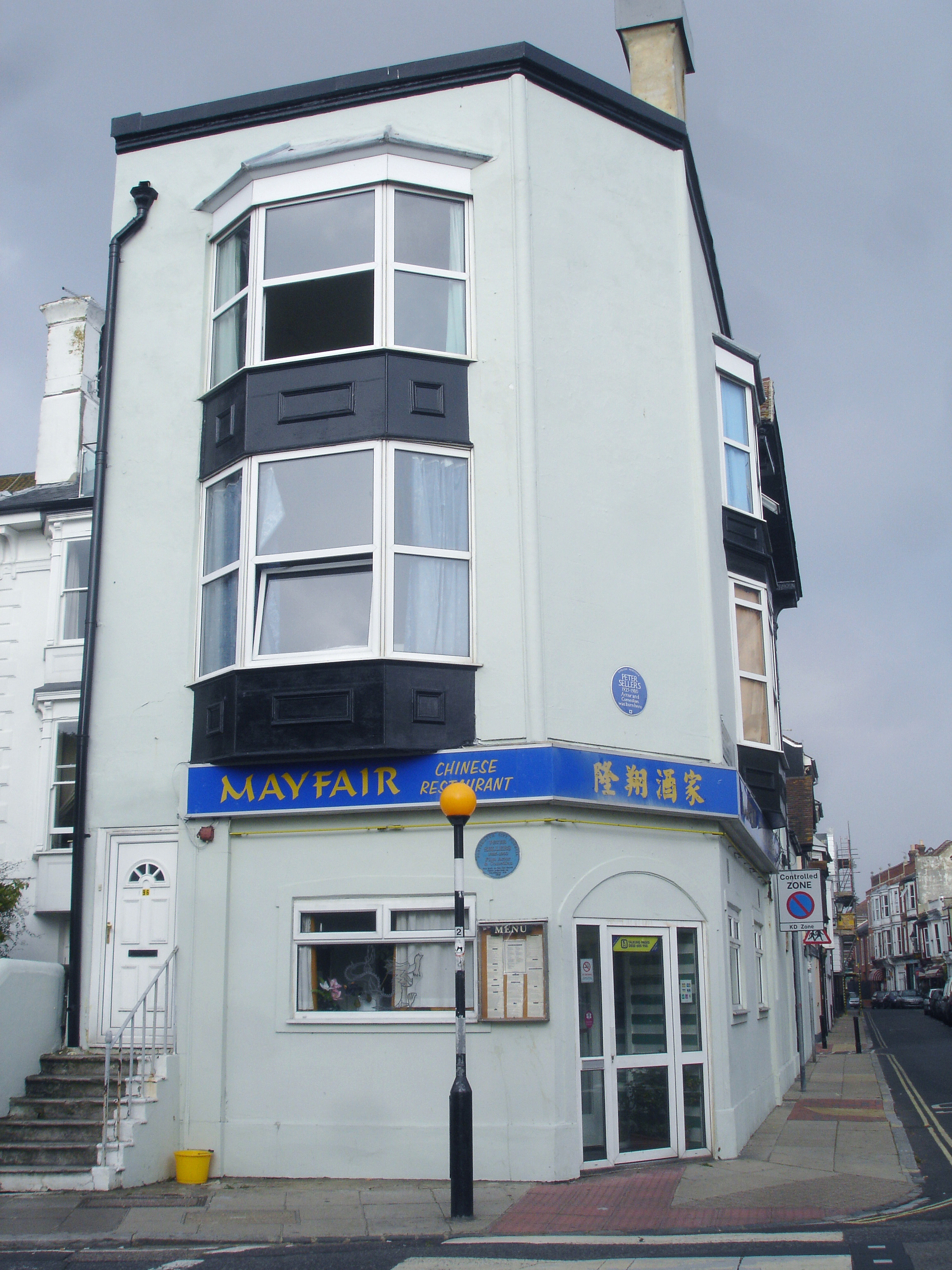
La maison dans le quartier de Southsea à Portsmouth où est né Richard Henry Sellers en 1925.

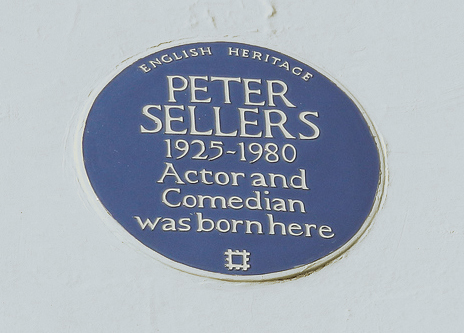
Plaque signalant le lieu de naissance de Peter Sellers.

Né le 8 septembre 1925 à Portsmouth dans le Hampshire, Richard Henry Sellers vit dans une famille de comédiens. Il va dans une école catholique, bien que son père Bill Sellers soit protestant et sa mère Agnes Doreen 'Peg', née Marks, soit juive d'origine portugaise.
Ses parents ont pris l'habitude de l'appeler Peter en mémoire de leur fils aîné mort à la naissance, l’année précédente.

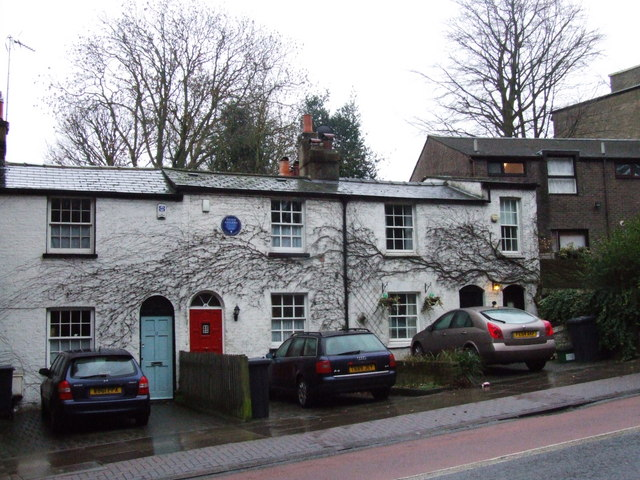
Maison d'enfance de Peter Sellers (celle avec la plaque bleue).

Il était petit cousin lointain du boxeur britannique Daniel Mendoza (1764-1836). Selon le critique de cinéma Alexander Walker, Mendoza était l'ancêtre « le plus vénéré », et Sellers avait l'habitude de garder une gravure du boxeur dans son bureau. Plus tard il envisagea d'avoir l'image de Mendoza pour logo de sa société de production.
Selon son biographe Roger Lewis, Sellers a été intrigué par le catholicisme, mais peu après être entré à l'école catholique, il « découvrit qu'il avait des origines juives - il était quelqu'un en dehors des mystères de la foi ». Sellers affirme que les enseignants faisaient référence à lui comme « le Juif », ce qui a développé par la suite sa sensibilité aux sous-entendus antisémites. Il était un des meilleurs élèves de l'école et se rappelle que l'enseignant, un jour, réprimanda les autres garçons qui n'étudiaient pas suffisamment : « Le garçon juif sait son catéchisme mieux que le reste d'entre vous ! »
Plus tard dans sa vie, Sellers sera cité disant : « Mon père était un solide croyant de l'Église d'Angleterre, mais ma mère était une juive d'origine portugaise, et les juifs adoptent la foi de leur mère ». Le critique de cinéma Kenneth Tynan a noté, après son entrevue avec Sellers, que l'une des « forces motrices » principales de son ambition d'acteur était « sa haine de l'antisémitisme ».
En accompagnant sa famille sur le circuit des spectacles de variété, Sellers apprend la mise en scène, ce qui se révélera précieux plus tard. Il joue dès l'âge de cinq ans au théâtre burlesque du Windmill Theatre. Toutefois, il grandit avec les influences contradictoires de ses parents et développe des sentiments ambivalents à propos du show-business. Son père n'avait pas confiance dans ses capacités à jamais devenir quelqu'un dans le domaine du divertissement, suggérant même que les talents de son fils étaient juste suffisants pour devenir balayeur, tandis que la mère de Sellers l'a sans cesse encouragé.

### Les débuts
Pendant la Seconde Guerre mondiale il s'enrôle. Sellers sert dans la Royal Air Force en tant que caporal, mais doit rester personnel au sol en raison de sa mauvaise vue. Il séjourna ainsi en Inde et en Birmanie. Il a également servi en Allemagne et en France après la guerre. Pour se distraire de la vie de sous-officier, Sellers rejoint l'Entertainments National Service Association (ENSA), où son père avait également été engagé plus tôt, lui permettant de parfaire son jeu. À la fin de la guerre, en 1945, plus de quatre artistes britanniques sur cinq avaient travaillé pour l'ENSA, dont l'objectif était de remonter le moral des soldats et des ouvriers d'usine.
Après la guerre il multiplie les métiers artistiques, tels que danseur ou musicien de jazz, avant de prêter sa voix à l'émission radiophonique de la BBC, le Goon Show, de 1951 à 1960. Son aptitude à parler avec des accents différents (par exemple, français, indien, américain, allemand, ou encore les accents régionaux britanniques) et son talent à dépeindre toute une gamme de personnages à effet comique ont contribué à son succès en tant que personnalité de la radio et l'écran.
Parallèlement il entame une carrière cinématographique principalement dans des comédies des studios Ealing, dont Tueurs de dames (1955) aux côtés d'Alec Guinness et Après moi le déluge (1959).

### Maturité
Dans les années 1960 sa carrière culmine grâce à deux collaborations avec Stanley Kubrick, dans Lolita (1962) et Docteur Folamour (1964) où il interprète trois rôles, le film Casino Royale (1967) et La Panthère rose de Blake Edwards (1963), avec le personnage de l'inspecteur Clouseau qu'il interpréte dans six suites (plus un à titre posthume) et La Party aussi de Blake Edwards (1968). En 1969, il joue dans le film The Magic Christian de Joseph McGrath avec entre autres l'ex-batteur des Beatles, Ringo Starr, ainsi que John Cleese, Richard Attenborough, Christopher Lee, Yul Brynner et Raquel Welch. La bande originale, The Magic Christian (Original SoundTrack) est parue avec des chansons du groupe Badfinger dont son succès Come and Get It écrite par Paul McCartney, la même année.
Le réalisateur Peter Hall déclarait : « Peter avait la capacité de s'identifier complètement à une autre personne, et de penser comme s'il était physiquement, mentalement et émotionnellement dans sa peau. D'où cela vient-il ? Je n'en ai aucune idée. Est-ce une malédiction ? »[réf. souhaitée]
Peter Sellers fait aussi quelques albums de musique pendant les années 1960 et 1970, un notamment accompagné par Sophia Loren.

### Mort
En 1964, à l'âge de trente-huit ans, Peter Sellers est plusieurs fois victime de crises cardiaques et préfère la chirurgie psychique au traitement médical. Sa maladie évolue durant treize ans, jusqu'en 1977 où il est à nouveau victime d'une crise cardiaque et doit finalement porter un stimulateur cardiaque.
Il meurt le 24 juillet 1980 au Middlesex Hospital à Londres, à la suite d'une nouvelle attaque provoquée, si l'on en croit les souvenirs de l'acteur Helmut Berger dans Autoportrait, par une surconsommation de cocaïne. Seulement un jour avant il avait rencontré ses co-acteurs Harry Secombe et Spike Milligan à un dîner.

## Vie privée
Peter Sellers s'est marié quatre fois.

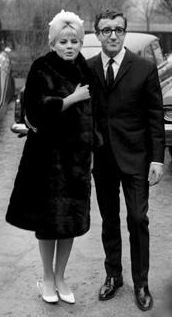
Peter Sellers et Britt Ekland en 1964.

La vie privée de Sellers a été caractérisée par des troubles et des crises, et notamment par des problèmes émotionnels et de toxicomanie. Peter Sellers demeure un personnage énigmatique. Il a souvent affirmé ne pas avoir d'identité en dehors des rôles qu'il a joués.
Sa première épouse est Anne Howe (1951–1961), avec qui il a eu deux enfants :
- Michael Peter Anthony Sellers (en) (1954–2006) qui fut également acteur
- Sarah Sellers.

Sa deuxième épouse est l'actrice suédoise Britt Ekland (1942–), avec qui il a eu une fille, Victoria Sellers (en). Le couple a partagé l'affiche dans trois films :
- Carol for Another Christmas (en) (1964) ;
- Le renard s'évade à trois heures (1966) ;
- Torero malgré lui (1968).

Sa troisième épouse est le mannequin australien Miranda Quarry (en) (1970–1974), qui était la belle-fille de l'homme politique Stormont Mancroft (2e baron Mancroft) et qui se remaria en 1995 à Alexander Macmillan (2e comte de Stockton).
Sa quatrième épouse est Lynne Frederick, une actrice anglaise, avec laquelle il se marie en 1977.

## Postérité
Roger Lewis a écrit la biographie de Peter Sellers : The Life and Death of Peter Sellers, publié en 1997. En 2004, la biographie a été adaptée au cinéma Moi, Peter Sellers (The Life and Death of Peter Sellers) de Stephen Hopkins avec Geoffrey Rush dans le rôle de Peter Sellers.

## Filmographie
- 1950 : La Rose noire (The Black Rose) d'Henry Hathaway : doublage en anglais de la voix d'Alfonso Bedoya
- 1951 : Let's Go Crazy d'Alan Culimore : Groucho / Giuseppe / Cedric / Izzy / Gozzunk / Crystal Jollibottom
- 1951 : Penny Points to Paradise de Tony Young : le Major / Arnold Fringe
- 1952 : Goonreel (TV) : plusieurs rôles
- 1952 : Down Among the Z Men de Maclean Rogers : le major Bloodnok
- 1953 : Trois Adam au paradis (Our Girl Friday) de Noel Langley : voix du perroquet
- 1954 : And So to Bentley (série télévisée) : plusieurs rôles
- 1954 : Orders Are Orders de David Paltenghi : 2de classe Griffin
- 1955 : Le Voyageur sans billet (John and Julie) de William Fairchild : Diamond, un agent de police
- 1955 : Tueurs de dames (The Ladykillers) d'Alexander Mackendrick : Harry (alias monsieur Robinson)
- 1956 : The Case of the Mukkinese Battle Horn de Joseph Sterling : narrateur / Superintendant Quilt / Sir Jervis Fruit / Henry Crun
- 1956 : The Idiot Weekly, Price 2d (série télévisée) : plusieurs rôles
- 1956 : L'Homme qui n'a jamais existé (The Man Who Never Was) de Ronald Neame : voix de Winston Churchill
- 1956 : A Show Called Fred (série télévisée) : plusieurs rôles
- 1956 : Son of Fred (série télévisée) : plusieurs rôles
- 1957 : Insomnia Is Good for You de Leslie Arliss : Hector Dimwiddle
- 1957 : Yes, It's the Cathode-Ray Tube Show! (série télévisée) : plusieurs rôles
- 1957 : Sous le plus petit chapiteau du monde (The Smallest Show on Earth) de Basil Dearden  : Mr. Quill
- 1957 : La Vérité presque nue (The Naked Truth) de Mario Zampi : Sonny MacGregor
- 1958 : The April 8th Show (Seven Days Early) (TV) : plusieurs rôles
- 1958 : Up the Creek de Val Guest : Premier maître Doherty
- 1958 : Les Aventures de Tom Pouce (Tom Thumb) de George Pal : Antony
- 1959 : Sois toujours diplomate (Carlton-Browne of the F.O.) de Roy Boulting et Jeffrey Dell : Premier Ministre Amphibulos
- 1959 : Après moi le déluge (I'm All Right Jack) de John Boulting : Fred Kite / Sir John Kennaway
- 1959 : La souris qui rugissait (The Mouse That Roared) de Jack Arnold : Grande Duchesse Gloriana XII / Premier Ministre Comte Rupert Mountjoy / Tully Bascombe
- 1960 : La Bataille des sexes (The Battle of the Sexes) de Charles Crichton : Mr. Martin
- 1960 : The Running Jumping and Standing Still Film de Richard Lester  : photographe
- 1960 : Quand gronde la colère (Never Let Go) de John Guillermin : Lionel Meadows
- 1960 : Les Dessous de la millionnaire (The Millionairess) d'Anthony Asquith : Dr. Ahmed el Kabir
- 1960 : Le Paradis des monte-en-l'air (Two Way Stretch) de Robert Day : Dodger Lane
- 1961 : Monsieur Topaze (Mr. Topaze) de Peter Sellers : Auguste Topaze
- 1962 : On n'y joue qu'à deux (Only Two Can Play) de Sidney Gilliat : John Lewis
- 1962 : Les Femmes du général (Waltz of the Toreadors) de John Guillermin : le général Leo Fitzjohn
- 1962 : Astronautes malgré eux (The Road to Hong Kong) de Norman Panama : le neurologue indien
- 1962 : Lolita de Stanley Kubrick : Clare Quilty (scénariste de TV) / Dr. Zempf (psychologue de Beardsley High School)
- 1962 : Le Défenseur ingénu (The Dock Brief) de James Hill : Wilfred Morgenhall
- 1963 : The Telegoons (série télévisée) : Bluebottle  / (épisodes inconnus)
- 1963 : Jules de Londres (The Wrong Arm of the Law) de Cliff Owen : Pearly Gates
- 1963 : Heavens Above! de John Boulting et Roy Boulting : Révérend John Smallwood
- 1963 : La Panthère rose (The Pink Panther) de Blake Edwards : l'inspecteur Jacques Clouseau
- 1964 : Docteur Folamour (Dr. Strangelove or: How I Learned to Stop Worrying and Love the Bomb) de Stanley Kubrick : le capitaine Lionel Mandrake, le président Merkin Muffley et le docteur Folamour
- 1964 : Deux Copines, un séducteur (The World of Henry Orient) de George Roy Hill : Henry Orient
- 1964 : Quand l'inspecteur s'emmêle (A Shot in the Dark) de Blake Edwards : l'inspecteur Jacques Clouseau
- 1964 : Carol for Another Christmas (téléfilm) : Imperial Me
- 1965 : Birds, Bees and Storks : narrateur
- 1965 : Quoi de neuf, Pussycat ? (What's New, Pussycat) de Clive Donner : le docteur Fritz Fassbender
- 1966 : Un mort en pleine forme (The Wrong Box) de Bryan Forbes : Doctor Pratt
- 1966 : Le renard s'évade à trois heures (Caccia alla volpe) de Vittorio De Sica : Aldo Vanucci / Federico Fabrizi
- 1967 : Casino Royale de John Huston, Ken Hughes, Robert Parrish... : Evelyn Tremble
- 1967 : Sept fois femme (Woman Times Seven) de Vittorio De Sica : Jean
- 1967 : Torero malgré lui (The Bobo) de Robert Parrish : Juan Bautista
- 1968 : La Party (The Party) de Blake Edwards : Hrundi V. Bakshi
- 1968 : Le Baiser papillon (I Love You, Alice B. Toklas!) de Hy Averback : Harold Fine
- 1969 : Un Beatle au paradis (The Magic Christian) de Joseph McGrath : sir Guy Grand KG, KC, CBE
- 1970 : Un jour sur la plage (A Day at the Beach) de Simon Hesera : le vendeur
- 1970 : Hoffman d'Alvin Rakoff : Benjamin Hoffman
- 1970 : Une fille dans ma soupe (There's a Girl in My Soup) de Roy Boulting : Robert Danvers
- 1970 : 'Wiltons' - The Handsomest Hall in Town (téléfilm) : chanteur de Music Hall
- 1972 : La Clinique en folie (Where Does It Hurt?) de Rod Amateau : le docteur Albert T. Hopfnagel
- 1972 : Alice au pays des merveilles (Alice's Adventures in Wonderland) de William Sterling : le lièvre de mars
- 1973 : Ghost in the Noonday Sun de Peter Medak : Dick Scratcher
- 1973 : The Blockhouse de Clive Rees : Rouquet
- 1973 : Les Optimistes (The Optimists of Nine Elms) d'Anthony Simmons : Sam
- 1974 : The Great McGonagall de Joseph McGrath : Reine Victoria
- 1974 : En voiture, Simone (Soft Beds, Hard Battles) de Roy Boulting : le général Latour / le major Robinson / Herr Schroeder / Adolf Hitler / The President / Prince Kyoto
- 1975 : Le Retour de la Panthère rose (The Return of the Pink Panther) de Blake Edwards : l'inspecteur Jacques Clouseau
- 1976 : Un cadavre au dessert (Murder by Death) de Robert Moore : Inspecteur Sidney Wang
- 1976 : Quand la Panthère rose s'emmêle (The Pink Panther Strikes Again) de Blake Edwards : l'inspecteur Jacques Clouseau
- 1978 : Kingdom of Gifts : le maire légèrement voleur (voix)
- 1978 : Le Muppet Show (Episode 19, saison 2) : lui-même
- 1978 : La Malédiction de la Panthère rose (Revenge of the Pink Panther) de Blake Edwards : l'inspecteur Jacques Clouseau
- 1979 : Le Prisonnier de Zenda (The Prisoner of Zenda) de Richard Quine : Rudolf IV / Rudolf V / Syd Frewin
- 1979 : Bienvenue, mister Chance (Being There) de Hal Ashby : M. Chance, le jardinier
- 1980 : Le Complot diabolique du docteur Fu Manchu (The Fiendish Plot of Dr. Fu Manchu) de Piers Haggard : Dennis Nayland Smith / le docteur Fu('Fred') Manchu
- 1982 : À la recherche de la Panthère rose (Trail of the Pink Panther) de Blake Edwards : l'inspecteur Jacques Clouseau (film posthume monté à partir des chutes des précédents épisodes)

## Discographie
- 1958 : The Best Of Sellers
- 1958 : Tom Thumb - Avec Terry-Thomas, Russ Tamblyn, Ian Bryce Wallace, etc.
- 1959 : Songs For Swingin' Sellers
- 1960 : Peter And Sophia - Avec Sophia Loren.
- 1962 : Bridge On The River Wye - Avec Peter Cook, Spike Milligan, Patricia Ridgway, etc.
- 1963 : Fool Britannia - Avec Joan Collins, Anthony Newley
- 1964 : How To Win An Election (Or Not Lose By Much) - Avec Harry Secombe et Spike Milligan
- 1969 : The Magic Christian - Avec Ringo Starr
- 1974 : He's Innocent Of Watergate.... Or Dick's Last Stand - Avec Spike Milligan.
- 1977 : Peter Sellers In The Pink Panther Strikes Again
- 1979 : Sellers Market
- 1980 : The Parkinson Interview
- 1996 : Parkinson Interviews The Goons & Peter Sellers

## Nominations et récompenses
- BAFTA du meilleur acteur britannique en 1960 pour Après moi le déluge (I'm All Right Jack).
- Prix de la meilleure interprétation masculine au Festival de Saint-Sébastien 1962 pour Les Femmes du général (Waltz of the Toreadors).
- Nomination au BAFTA du meilleur acteur britannique en 1963 pour On n'y joue qu'à deux (Only Two Can Play).
- Nomination à l'Oscar du meilleur acteur en 1965 pour Docteur Folamour (Doctor Strangelove).
- Double nomination au BAFTA du meilleur acteur britannique en 1965 pour Docteur Folamour (Doctor Strangelove) et pour La Panthère Rose (The Pink Panther).
- Nomination à l'Oscar du meilleur acteur en 1979 pour Bienvenue, Mister Chance.
- Nomination au BAFTA du meilleur acteur en 1981 pour Bienvenue, Mister Chance (Being There).
- Golden Globe Award : Meilleur acteur dans un film musical ou une comédie en 1980 pour Bienvenue, Mister Chance.

## Voix françaises
| - Michel Roux (*1929 - 2007) dans : - La Souris qui rugissait (rôle de Tully Bascombe) - Lolita (voix de Clare Quilty) - On n'y joue qu'à deux - Deux copines, un séducteur - Quand l'inspecteur s'emmêle - Quoi de neuf, Pussycat ? - Le renard s'évade à trois heures - Casino Royale - La Party - Une fille dans ma soupe - La Clinique en folie - Le Retour de la panthère rose - Quand la panthère rose s'emmêle - Un cadavre au dessert - La Malédiction de la panthère rose - Le Complot diabolique du docteur Fu Manchu - À la recherche de la panthère rose (images d'archives) | - Roger Carel (*1927 - 2020) dans : - Les Aventures de Tom Pouce - La Souris qui rugissait (rôle de la Grande Duchesse Gloriana XII) - Lolita (voix du Dr Zempf) - Astronautes malgré eux - La Panthère rose - Docteur Folamour - Un mort en pleine forme - Le Baiser papillon - En voiture, Simone - Muppet Show (série télévisée, 1er doublage) - Bienvenue, mister Chance et aussi : - Hubert Noël (*1924 - 1987) dans La Souris qui rugissait (rôle du Premier Ministre, comte de Montjoie) - Roland Ménard (*1923 - 2016) dans Le Paradis des monte-en-l'air - Jean-Henri Chambois (*1907 - 1997) dans Les Femmes du général - Jean-Claude Michel (*1925 - 1999) dans Un Beatle au paradis - Philippe Dumat (*1925 - 2006) dans Alice au pays des merveilles - Jean-Pierre Moulin dans Tueurs de dames (2e doublage) - Damien Ferrette dans Muppet Show (série télévisée, 2e doublage) |